# Achillea filipendulina
La milenrama dorada, Achillea filipendulina es una especie herbácea perteneciente a la familia de las Compuestas (Asteraceae).

## Descripción
Planta perenne de unos 120 cm, erecta, herbácea. El tallo tiene pequeños pelillos blancos y unas hendiduras que lo recorren desde la base. Tiene hojas alternas pinnatipartidas (subdivididas en foliolos) dentados-lobados también pubescentes.
Flores amarillas pequeñas, estas forman corimbos aplanados un poco cóncavos, de gran belleza y un bonito color amarillo con más de 15 cm de diámetro.

### Basónimo
Achillea filipendulina Lam. publicado por vez primera en Encyclopédie Méthodique, Botanique en 1783 por Jean-Baptiste de Lamarck

#### Sinonimia
Achillea eupatorium M.Bieb.

Achillea filicifolia M.Bieb.

Tanacetum angulatum Willd.

### Origen y Distribución

#### Hábitat
Planta naturalizada que se ha desarrollado en las tierras de labor, en las proximidades de las poblaciones humanas, en los muros, caminos y ruderales (epecófito).
|  | Procedencia irano-turaniana, distribuida de manera natural por el Cáucaso, Irán, Afganistán y Turquía. |
|  | --- |
|  | Fue introducida en Europa a mediados del siglo XIX con fines ornamentales. En España se le ha dado carácter de xenófito invasor en expansión por la zona centro de la península ibérica. Se tiene constancia de poblaciones en M, Hu, Sa, Sg. Aunque en 2016 aún no se la reconoce como especie invasora en el documento Lista Roja de la Flora Vascular Española 2008 (Moreno, 2008) y Adenda 2010 al Atlas y Libro Rojo de la Flora Vascular Amenazada (Bañares et al., 2010) |

### Uso

#### Jardinería

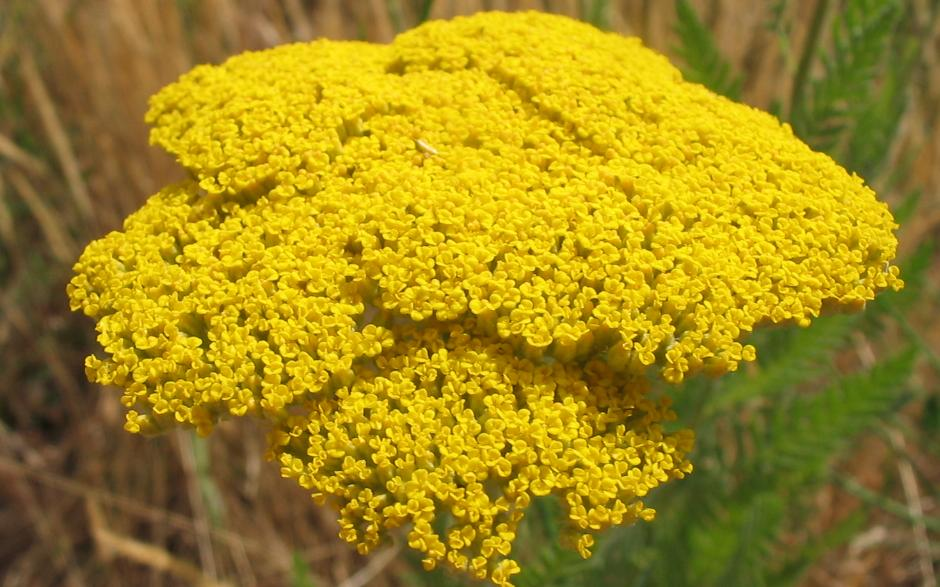
Capítulos (flores)

Fácil de cultivar y sin requerimientos excesivos en cuanto el suelo, a pleno sol o semisombra. Con corimbos de flores espesos, vistosos y con una amplia zona de confort en cuanto a temperaturas hace que la Achillea filipendulina sea una planta muy utilizada en jardinería. En paisajismo es utilizada tanto en grupos como aislada ya que sus hojas son de forma esbelta y bien definida a modo de pequeñas hojas de helechos. Las flores poseen un olor fuerte y picante, son de larga duración apareciendo en junio y terminando su periodo sobre septiembre, aunque ya existen variedades con otros requerimientos y características. Se multiplican por división de las plantas cada dos o tres años o por semillas.

##### Algunas variedades utilizadas en jardinería
Achillea filipendulina 'Cloth of Gold' 
Achillea filipendulina 'Parker's Variety' 
Achillea filipendulina 'Gold Coin Dwarf' 

#### El arte de las flores secas
En el arte de las flores secas la Milenrama dorada se utiliza muy a menudo es bastante tardía en degradar el color amarillo y no se descompone ni se desestructura con facilidad por lo que el corimbo permanece bastante compacto y con una durabilidad muy atractiva para este tipo de decoración.